# Nivaleta Iloai
Nivaleta Iloai est une femme politique française de Wallis-et-Futuna, présidente de l'Assemblée territoriale des îles Wallis et Futuna à deux reprises, du 1er avril 2013 au 11 décembre 2013 et du 26 novembre 2020 au 25 mars 2022. 

## Biographie
Nivaleta Iloai est membre de l'Union socialiste pour Wallis-et-Futuna et représente la circonscription d'Hihifo à Wallis. Elle est élue à l'Assemblée territoriale des îles Wallis et Futuna pour Hihifo en 2007 puis est réélue conseillère territoriale en 2012.
Elle est élue présidente de l'Assemblée territoriale le 1er avril 2013. C'est la première femme à exercer ces fonctions à Wallis-et-Futuna ainsi que la doyenne de l'Assemblée territoriale. Le 11 décembre 2013, elle est battue par Petelo Hanisi qui lui succède à la présidence de l'assemblée.  
En novembre 2019, Nivaleta Iloai est en compétition avec Atoloto Kolokilagi, qui devient président de l'assemblée. 
Nivaleta Iloai est à nouveau élue présidente de l'Assemblée territoriale le 26 novembre 2020. Lors des élections territoriales de 2022, elle ne se représente pas. 